# Richard Supa
Richard "Richie" Supa (Richard Goodman, Massapequa Park, Nueva York) es un compositor y guitarrista estadounidense, popular por su trabajo con la banda Aerosmith y con el guitarrista Richie Sambora.
También ha grabado algunos discos como solista, que incluyen Supa's Jamboree (1971, Paramount 6009), Homespun (1972, Paramount PAS 6027), Lifelines (1976, Epic PE34277) y Tall Tales (1978, Polydor PD-1-6155). Su canción "Stone County Wanted Man", del álbum Supa's Jamboree, fue grabada por Johnny Winter para su disco Saints & Sinners.
Amigo de los miembros de Aerosmith, ha realizado una gran cantidad de contribuciones a la agrupación. Reemplazó temporalmente al guitarrista Joe Perry, que abandonó la banda en 1979 hasta que fue contratado su reemplazo. Adicionalmente, ha colaborado en la composición de algunas canciones como "Chip Away the Stone" (1978), "Lightning Strikes" (1982), "Amazing" (1993) y "Pink" (1997), entre otras.
Supa coescribió la mayoría de las canciones del álbum Undiscovered Soul del guitarrista Richie Sambora, al igual que la canción "Back on Earth" de Ozzy Osbourne.

## Discografía

### Solista
- Supa's Jamboree (1971)
- Homespun (1972)
- Lifelines (1976)
- Tall Tales (1978)